# Охорн
Охорн (њем. Ohorn) општина је у њемачкој савезној држави Саксонија. Једно је од 63 општинска средишта округа Бауцен. Према процјени из 2010. у општини је живјело 2.505 становника. Посједује регионалну шифру (AGS) 14625410.

## Географски и демографски подаци
Охорн се налази у савезној држави Саксонија у округу Бауцен. Општина се налази на надморској висини од 366 метара. Површина општине износи 12,1 km². У самом мјесту је, према процјени из 2010. године, живјело 2.505 становника. Просјечна густина становништва износи 208 становника/km².

## Међународна сарадња
| Мјесто     | Држава   | Врста сарадње | Од    |
| ---------- | -------- | ------------- | ----- |
| Лихтенберг | Аустрија | контакт       | 2000. |
| Извор      |          |               |       |